# UGC 5989
PGC 32645 = UGC 5989 ist eine irreguläre Galaxie vom Hubble-Typ Im? im Sternbild Löwe am Nordsternhimmel. Sie ist schätzungsweise 48 Millionen Lichtjahre von der Milchstraße entfernt. Gemeinsam mit UGC 5947 und UGC 6018 bildet sie die Galaxiengruppe "LGG 221".

## UGC 5989-Gruppe (LGG 221)
| Galaxie   | Alternativname | Entfernung/Mio. Lj |
| --------- | -------------- | ------------------ |
| PGC 32645 | UGC 5989       | 48                 |
| UGC 5947  | PGC 32486      | 53                 |
| UGC 6018  | PGC 32734      | 55                 |